# Санчис Мартинес, Мануэль
Мануэ́ль Санчи́с Марти́нес (исп. Manuel Sanchís Martínez; 26 марта 1938, Альберике — 28 октября 2017, Мадрид) — испанский футболист, игравший на позиции защитника. Выступал за сборную Испании. Участник чемпионата мира 1966 года. Вместе со своим сыном, одной из легенд и экс-капитаном мадридского «Реала» Мано́ло Санчи́сом являются одними из четырёх отцов и сыновей (наряду с Чезаре и Паоло Мальдини в составе «Милана», Карлесом и Серхио Бускетсами в составе «Барселоны», Зинедином и Люкой Зиданами в составе всё того же «Реала»), которые выигрывали Кубок/Лигу чемпионов, играя за один и тот же клуб.

## Футбольная карьера
Санчис родился в Альберике, Валенсия. За свою карьеру он играл за такие клубы, как «Кондал», «Реал Вальядолид», «Реал Мадрид» и «Кордова». В составе «бланкос» он четырежды становился чемпионом страны, а также выиграл Кубок чемпионов в 1966 году.
Санчис сыграл 11 матчей за сборную Испании и представлял её на ЧМ-1966. На групповом этапе он забил свой единственный гол за «красную фурию» в ворота Швейцарии, испанцы в итоге победили со счётом 2:1.

## Достижения
«Реал Мадрид»
- Чемпион Испании (4): 1964/65, 1966/67, 1967/68, 1968/69
- Обладатель Кубка европейских чемпионов: 1965/66
- Обладатель Кубка Испании: 1969/70